# 外川大花
外川 大花（そとかわ ともか、9月3日 - ）は、日本の女性声優。青二プロダクション所属。北海道出身。

## 来歴
青二塾東京校第30期。専門学校東京アナウンス学院卒業。

## 人物
資格は普通自動車免許。
趣味は音楽鑑賞、プラネタリウム観賞、ゲーム、猫と遊ぶこと。
方言は北海道弁。

## 出演

### テレビアニメ
- ONE PIECE（2013年 - 2015年、子供、客、女性、女）
- ゆるゆり さん☆ハイ!（2015年、綾乃の母）

### 劇場アニメ
- クレヨンしんちゃん 襲来!!宇宙人シリリ（2017年、社内アナウンス）

### ゲーム
- テイルズ オブ エクシリア（2011年）

### ナレーション
- 祝女
- 弾丸訪問!ヤマコウのKEIRINコージ宴NEO
- Live News イット! しらべてみたら
- ラウンジ イマジカ

### ボイスオーバー
- クローズアップ現代
- 世界一受けたい授業
- 世界くらべてみたら
- 世界の果てまでイッテQ!
- 世界まる見え!テレビ特捜部

### テレビ番組
- おやこでクッキング（キャベツ）
- ワンセグランチボックス

### ラジオドラマ
- 青山二丁目劇場 私立探偵ファニーさん（光子）

### その他のコンテンツ
- CRさくらももこ劇場コジコジ2（ジョニー）